# 福島昌美
福島 昌美（ふくしま　まさみ、2月20日生）は、日本のバレエダンサーである。

## 経歴
熊本県出身。1986年から飛沢バレエスクールで飛沢多可子にバレエを学んだ。
熊本バレエ研究所で伴征子に師事した後、1995年に国立上海舞踏学校に留学して1998年に卒業した。1997年、中国・全国青少年「桃李杯」舞踏コンクール（広州）のバレエ・青年の部で日本人として初の3位入賞を果たす。1999年からはスターダンサーズ・バレエスタジオでアベ・チエ、新井咲子、鈴木稔の指導を受けた。
2000年にスターダンサーズ・バレエ団に入団した。バレエ団研究生時代に抜擢されて、ジェローム・ロビンズ振付の『牧神の午後』で西島千博の相手役を務めた。
スターダンサーズ・バレエ団在団中に『バレエ「ドラゴン・クエスト」』にヒロインの王女役で出演し、2002年3月31日の神奈川県民ホールでの公演は、SMEビジュアルワークスよりDVDとして2002年8月21日に発売されている。(SVWB-3072)
スターダンサーズ・バレエ団ではくるみ割り人形の金平糖の精やジゼルのタイトルロールも務め、ダンスマガジンなどでインタビュー記事などメディアへの露出も多い
2008年、文化庁在外研修員としてフランダース王立バレエ団（ベルギー）にて研修し、以後コンテンポラリーなどの振付にも取り組む。2012年にドイツのハルザースタッドブントシアターに入団し、同年の東日本大震災復興支援チャリティー『オールニッポンバレエガラ2012』に出演した。